# Quand Madelon...
Pour les articles homonymes, voir Madelon.
Quand Madelon..., appelée aussi La Madelon, est un chant populaire créé par le chanteur Bach (Charles-Joseph Pasquier), le 19 mars 1914, au café-concert l'Eldorado, à Paris. La chanson doit surtout son succès au théâtre aux armées où Bach l'interpréta devant des soldats en permission. Elle devient rapidement un chant militaire.

## Historique
Les paroles de la chanson sont de Louis Bousquet (1870-1941), et la musique de Camille Robert (1872-1957). En 1913, Bach passe commande au compositeur et au parolier « d’une chanson cocardière renouvelée », mais la chanson rencontre peu de succès lors de sa création. 
En août 1914, Sioul, un chansonnier qui était présent à la création de Quand Madelon... à l’Eldorado, mobilisé comme artilleur et cantonné à l’école Jules-Ferry de Fontenay-sous-Bois, chante cette chanson à ses camarades. Celle-ci obtient un véritable succès. Les canonniers la diffusent. Le chant est alors fréquemment interprété par des comiques troupiers, très prisés durant la Première Guerre mondiale, les tourlourous.
Le chanteur Marcelly fut le premier à enregistrer cette chanson en 1917.
En 1919, The Victor Military Band enregistre la chanson aux États-Unis avec le Français Marcel Journet au chant.
En 1921, une plaque est apposée sur la façade de l’école de Fontenay-sous-Bois, rue Roublot, indiquant : « La Madelon est partie d’ici en août 1914 pour faire le tour du monde ».
Lucien Boyer, l’auteur de La Madelon de la Victoire, reçut la Légion d’honneur en 1920.
Marlène Dietrich l'a chantée à Paris lors de la célébration du 14-Juillet en 1939.
À Lyon La Madelon était chantée par les soldats pour remercier le dévouement de « La Maman des poilus » qui tenait sa buvette à la gare de Perrache pour les soldats de la guerre de 14/18. Clotilde Bizolon née Thévenet (1871-1940) alias « La Mère Bizolon » décorée de la Légion d'honneur en 1925 pour service rendu à la nation était devenue « La Madelon » de la capitale des Gaules.
La chanson fut interprétée au cinéma par Line Renaud.

## Commentaire
La musique de la chanson fut d’abord une marche de fanfare, sur laquelle Louis Bousquet écrivit un texte gai.
Selon François Genton, le texte et la mélodie n'intéressent aujourd'hui qu’en tant que documents historiques.

## Paroles

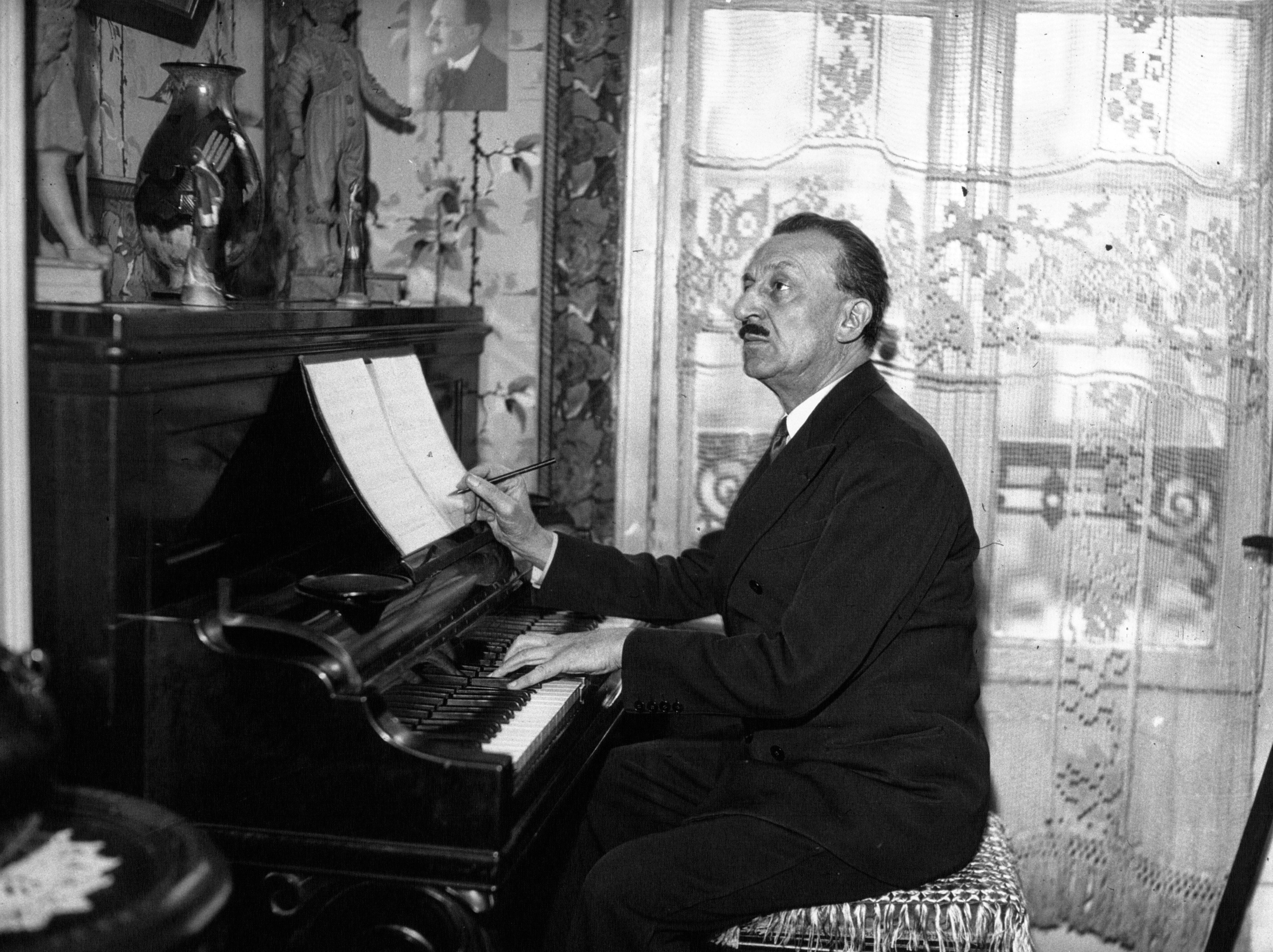
Camille Robert, compositeur de Quand Madelon...

Pour le repos, le plaisir du militaire,

Il est là-bas à deux pas de la forêt

Une maison aux murs tout couverts de lierre

« Aux Tourlourous » c'est le nom du cabaret.

La servante est jeune et gentille

Légère comme un papillon.

Comme son vin son œil pétille,

Nous l'appelons la Madelon

Nous en rêvons la nuit, nous y pensons le jour,

Ce n'est que Madelon mais pour nous c'est l'amour

Refrain :

Quand Madelon vient nous servir à boire

Sous la tonnelle on frôle son jupon

Et chacun lui raconte une histoire

Une histoire à sa façon

La Madelon pour nous n'est pas sévère

Quand on lui prend la taille ou le menton

Elle rit, c'est tout le mal qu'elle sait faire

Madelon, Madelon, Madelon !

Nous avons tous au pays une payse

Qui nous attend et que l'on épousera

Mais elle est loin, bien trop loin pour qu'on lui dise

Ce qu'on fera quand la classe rentrera

En comptant les jours on soupire

Et quand le temps nous semble long

Tout ce qu'on ne peut pas lui dire

On va le dire à Madelon

On l'embrasse dans les coins. Elle dit « veux-tu finir… »

On s'figure que c'est l'autre, ça nous fait bien plaisir.

Refrain

Un caporal en képi de fantaisie

S'en fut trouver Madelon un beau matin

Et, fou d'amour, lui dit qu'elle était jolie,

Et qu'il venait pour lui demander sa main

La Madelon, pas bête, en somme,

Lui répondit en souriant :

Et pourquoi prendrais-je un seul homme

Quand j'aime tout un régiment ?

Tes amis vont venir. Tu n'auras pas ma main

J'en ai bien trop besoin pour leur verser du vin

Refrain